# Southernův přenos

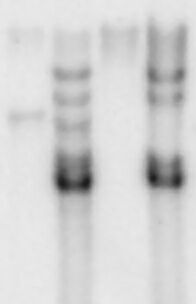
Výsledky Southernova přenosu na radioaktivně označeném vzorku

Southernův přenos (resp. Southern blot či Southern blotting) je biochemická hybridizační metoda využívaná při práci s DNA. Vyvinul ji Edwin Southern. Umožňuje přenos fragmentů DNA z agarózového nebo polyakrylamidového gelu, v němž probíhala elektroforéza, na nitrocelulózovou nebo nylonovou membránu. Následně může být vzorek zvýrazněn pomocí radioaktivních nebo jiných sond. Při standardním průběhu Southern blotu se na gel přiloží nitrocelulózová membrána a nad ní jsou položeny vrstvy savého papíru a to celé je zatíženo, aby vše dobře přiléhalo.
Podobné metody byly anekdoticky nazvány Northern blot (k analýze RNA) a Western blot (k analýze proteinů).